# Salamander (seizoen 2)
Dit artikel vat het tweede seizoen van Salamander samen. Dit seizoen ging in Vlaanderen in première op 7 januari 2018.

## Verhaal
In de Brusselse wijk Matonge wordt een moord gepleegd op Leon Tchité, een politieke tegenstander van generaal Bombé, die president van Kitangi wil worden en er al jaren op bloedige wijze een burgeroorlog leidt. 
Paul Gerardi ontdekt dat Bombé zijn oorlog financierde met de verkoop van bloeddiamanten, en dat Salamander bij deze transacties betrokken was, en dat misschien nog altijd is. 
In het notitieboekje van Tchité vindt Gerardi een lijst van telefoonnummers. Het nummer van zijn huidige vriendin, Patricia Wolfs, blijkt er ook in te staan onder de initialen P.B. Volgens een informant van Gerardi staat P.B. voor pilote belge oftewel Marc Jopart. Jopart smokkelde vijf jaar eerder de bloeddiamanten naar België. Hij was de toenmalige partner van Patricia Wolfs.
In het ziekenhuis ligt de gewonde Bernard Mercier, de aanslagpleger op Tchité. Hij blijkt een tatoeage te hebben van Salamander. De volgende dag wordt hij dood aangetroffen. Hij werd vermoord door een nepverpleegster. Paul raadpleegt zijn beste vriend René, die advocaat is. Die vertelt hem dat Jopart zich vijf jaar eerder heeft doodgereden met 2,2 promille alcohol in het bloed. Op de terugweg van zijn afspraak wordt Gerardi gevolgd door een andere wagen.
Het volgende beeld toont een villa waar bankier Anthony Minnebach zich ophoudt. Minnebach moet Bombé aan de macht zien te krijgen om zo toegang te hebben tot de diamantmijnen.
De laatste die Leon Tchité levend zag, was de prostituee Jacky Lanciers. Gerardi gaat naar haar op zoek. Tijdens een achtervolging op de inbrekers van het appartement van Jacky veroorzaakt Gerardi een ongeval, waarbij Danny zwaargewond geraakt. Hierop wordt hij op non-actief gezet. Hij maakt een afspraak met Jacky. Via haar komt hij in het bezit van bezwarend materiaal tegen Bombé. Door de buurman van Jacky komt hij te weten dat ze gezocht wordt door de inbrekers, die op zoek zijn naar de foto van Bombé. 
Hij achtervolgt hen naar de villa van Minnebach. Die probeert in opdracht van buitenlandse banken Bombé aan de macht te krijgen, om zo te profiteren van de diamantmijnen. Ondertussen wordt Sofie gevolgd door mensen van Martine, om zo Gerardi onder druk te kunnen zetten om zijn jacht stop te zetten. Martine ontdekt ook dat de film nog bij Jopart thuis ligt, de huidige woonst van Gerardi.
Van thuis uit zoekt Gerardi gegevens over Jopart en Minnebach, waarvoor hij zijn collega Jokke inschakelt. Intussen komt Jamie Capelle, een voormalig lid van Salamander, vrij uit de gevangenis. Hij wordt meteen ingeschakeld om informatie te vergaren bij Nicola.
Jamie ontmoet Sofie en Nicola bij het uitgaan. Omdat de band van de scooter van de meisjes kapot is, worden ze een lift aangeboden door Jamie. Jamie en Nicola starten een relatie. Bij Nicola thuis probeert Jamie informatie te zoeken. Het enige dat hij vindt is de sleutel van een kluis. 
Paul laat intussen onderzoeken van waar de diamant afkomstig is. Hij wordt moeizaam verder geholpen. De man, die bevestigt dat de diamant een bloeddiamant is, wordt dan ook gevolgd als hij Paul wil ontmoeten. 
In Cannes krijgt Jacky Lanciers bezoek van twee diamantairs. Ze bieden 50.000 euro voor de bloeddiamanten, maar Jacky weigert. Met een list krijgen de diamantairs de diamanten toch in handen.
Jacky vlucht terug naar België naar het huis van de premier, die haar halfbroer blijkt te zijn. Ze wil een deal maken met Minnebach. Die stuurt huurmoordenares Becca op haar af. Gerardi kan haar nog net op tijd overmeesteren, waarna ze uit het raam een dodelijke val maakt. Jacky wordt ondervraagd door Gerardi en Monda, maar net als ze iets wil vertellen komt haar advocaat binnen. Niemand minder dan René Kroneborg, de beste vriend van Paul.
Jamie heeft Nicola steeds meer in zijn macht. Hij weet haar te overhalen om de geheime kluis van Nicola in te kijken waar alle geheimen van haar vader Marc Jopart zich in bevinden. Hij steelt een USB-stick, waarop vermoedelijk videomateriaal staat waarmee Bombé in diskrediet kan worden gebracht.
Paul is erachter gekomen dat zijn vriend René een dubbelrol speelde. René wou de bloeddiamanten laten verdwijnen. Hij is zelf lid van Salamander. Via de documenten die René hem gegeven heeft komt hij op het spoor van Jonatan Bury, een voormalig minister die na een schandaal is moeten opstappen. Hij is nu de raadgever van generaal Bombé.
Jamie ontdekt geschokt wat er op de stick staat. Hij ziet de filmbeelden van de dubbele moord in Kitangi.
Hij maakt het uit met Nicola, waarop die Sofie uit hun gezamenlijk kot zet, denkende dat zij en Jamie iets hebben. Jamie wil de stick te gelde maken. Jamie wordt bedreigd op zijn appartement door Stephen, een huurmoordenaar die werkt voor Salamander. Jamie weet echter te ontkomen. Hij schraapt zijn tatoeage van Salamander weg en verdwijnt met Sofie, die effectief meer blijkt te voelen voor Jamie.
Jacky wordt vermoord teruggevonden. Jokke, die het onderzoek leidt, denkt vooralsnog aan zelfmoord. René wil niet betrokken zijn met de moorden en wil Paul zo snel mogelijk bezwarende documenten bezorgen. Net dan komt zijn vrouw Sabine binnen, net terug van een vergadering met andere leden van Salamander.
Jamie verdwijnt met Sofie naar Frankrijk. Het is aanvankelijk nog grote liefde tussen hen, tot wanneer Sofie ontdekt dat haar gsm verdwenen is en Jamie vertelt dat de batterij van zijn gsm op is en zijn lader niet bij heeft. Sofie ontdekt de lader wanneer Jamie weg is.
Monda vertelt aan Paul dat Jamie twee dagen vroeger is vrijgekomen omdat de moeder van Jamie overleden was. Van de gevangenisdirecteur krijgt hij de informatie dat de vrijlating er vroeger kwam naar aanleiding van een telefoontje van Martine Carlier. 
Paul breekt in in het huis van Martine maar wordt ontdekt. Martine laat hem gaan voordat de politie binnenvalt. Martine heeft hieropvolgend een afspraak met Roppe, die aan het hoofd staat van de geheime inlichtingendienst P9. Martine gelooft dat ze de film in handen kan krijgen als ze de telefoons afluisteren van Paul, Sofie en Jamie. Intussen geraakt de premier steeds verder vast te zitten in het web van generaal Bombé en zijn raadgever Jonatan Bury.
Jamie biecht alles op aan Sofie. Hij vertelt ook dat hij echt verliefd is op Sofie. Sofie neemt contact op met haar vader om de USB-stick te geven. Jamie heeft nog snel een kopie gemaakt op de laptop van Sofie. Paul wil op een plaats afspreken waarvan alleen hij en Sofie weten waar het is. De telefoon wordt afgetapt door de cel rond Roppe. Adams, de chef van de P9, ontdekt intussen dat er veel beslissingen over zijn hoofd zijn gegaan. Adams luistert in zijn auto de gesprekken van het team van Roppe af.
Als blijkt dat ze afgesproken hebben op de Q-parking in Brussel, komt een scherpschutter, het team van Roppe, een team rond bank Minnebach en Adams ter plaatse. Roppe roept zijn team nadat Jamie en Sofie aankomen. Sofie loopt naar haar vader toe en doet teken aan Jamie om te komen. Wanneer hij nadert, wordt Jamie door de schutter neergeschoten. Het team van bank Minnebach komt ter plaatse om de USB-stick te ontfutselen. Paul komt tussen, maar wordt dan zelf neergeschoten.

## Rolverdeling
| Acteur                  | Personage             | Functie                                          | Afl. 1 | Afl. 2 | Afl. 3 | Afl. 4 | Afl. 5 | Afl. 6 | Afl. 7 | Afl. 8 | Afl. 9 | Afl. 10 |
| ----------------------- | --------------------- | ------------------------------------------------ | ------ | ------ | ------ | ------ | ------ | ------ | ------ | ------ | ------ | ------- |
| Filip Peeters           | Paul Gerardi          | Hoofdinspecteur (FGP Brussel)                    | Ja     | Ja     | Ja     | Ja     | Ja     | Ja     | Ja     | Ja     | Ja     | Ja      |
| Violet Braeckman        | Sofie Gerardi         | Dochter van Paul                                 | Ja     | Nee    | Ja     | Ja     | Ja     | Ja     | Ja     | Ja     | Ja     | Ja      |
| Koen Van Impe           | Vic Adams             | Adjunct diensthoofd P9                           | Ja     | Ja     | Ja     | Ja     | Ja     | Nee    | Ja     | Ja     | Ja     | Ja      |
| Tine Reymer             | Patricia Wolfs        | Dochter van Gil Wolfs                            | Ja     | Ja     | Ja     | Ja     | Ja     | Ja     | Ja     | Ja     | Ja     | Ja      |
| Emilie Van Nieuwenhuyze | Nicola Wolfs          | Dochter van Patricia Wolfs                       | Ja     | Nee    | Nee    | Ja     | Ja     | Ja     | Ja     | Nee    | Ja     | Ja      |
| Wim Opbrouck            | Marc De Coutere       | Eerste Minister                                  | Ja     | Ja     | Ja     | Ja     | Ja     | Ja     | Ja     | Ja     | Ja     | Ja      |
| Leah Thys               | Martine Carlier       | Lid van Salamander                               | Nee    | Ja     | Ja     | Ja     | Ja     | Nee    | Ja     | Ja     | Ja     | Ja      |
| Jeroen Van der Ven      | Antony Minnebach      | Bankier                                          | Ja     | Ja     | Ja     | Ja     | Ja     | Ja     | Ja     | Nee    | Ja     | Ja      |
| Katrin Lohmann          | Chrissie Müller       | Vriendin van Minnebach                           | Nee    | Ja     | Ja     | Ja     | Ja     | Nee    | Nee    | Nee    | Ja     | Ja      |
| Govert Deploige         | Alain                 | Associé van Minnebach                            | Nee    | Ja     | Ja     | Ja     | Ja     | Nee    | Ja     | Nee    | Ja     | Ja      |
| Florence Hebbelynck     | Jacky Lanciers        | Prostituee                                       | Nee    | Nee    | Ja     | Nee    | Ja     | Ja     | Ja     | Ja     | Nee    | Nee     |
| Luc Nuyens              | Danny Simons          | Inspecteur (FGP Brussel)                         | Ja     | Ja     | Ja     | Ja     | Ja     | Ja     | Nee    | Nee    | Nee    | Nee     |
| Michael Vergauwen       | Jokke De Moor         | Inspecteur (FGP Brussel)                         | Ja     | Ja     | Ja     | Ja     | Nee    | Ja     | Ja     | Ja     | Nee    | Nee     |
| Vera Van Dooren         | Monda                 | Politiecommissaris                               | Ja     | Ja     | Ja     | Ja     | Ja     | Ja     | Ja     | Ja     | Nee    | Ja      |
| Peter Van De Velde      | René Kroneborg        | Advocaat, bevriend met Gerardi                   | Ja     | Ja     | Nee    | Ja     | Ja     | Ja     | Ja     | Nee    | Nee    | Ja      |
| Kadèr Gürbüz            | Sabine Kroneborg      | Vrouw van René                                   | Ja     | Nee    | Ja     | Ja     | Ja     | Nee    | Ja     | Nee    | Nee    | Ja      |
| Mwanza Goutier          | Generaal Robert Bombé | Rebellenleider in Kitangi                        | Ja     | Ja     | Nee    | Nee    | Ja     | Nee    | Nee    | Ja     | Nee    | Ja      |
| Herbert Flack           | Jonatan Bury          | Raadsman van Generaal Bombé & Minister van Staat | Ja     | Nee    | Ja     | Nee    | Ja     | Nee    | Nee    | Ja     | Ja     | Ja      |
| Arnaud Bronsart         | Marc Jopart           | Overleden echtgenoot van Patricia Wolfs          | Ja     | Ja     | Nee    | Nee    | Nee    | Nee    | Nee    | Nee    | Nee    | Nee     |
| Liesa Van der Aa        | Rebecca Zeh           | Huurmoordenaar                                   | Ja     | Ja     | Ja     | Nee    | Nee    | Ja     | Nee    | Nee    | Nee    | Nee     |
| Boris Van Severen       | Jamie Capelle         | Voormalig lid van Salamander                     | Nee    | Nee    | Nee    | Ja     | Ja     | Ja     | Ja     | Ja     | Ja     | Ja      |
| Tom Van Bauwel          | Roger Roppe           | Chef P9                                          | Nee    | Ja     | Nee    | Nee    | Ja     | Ja     | Ja     | Ja     | Ja     | Nee     |
| Eric Godon              | Jean-Jacques          | Uitbater pension                                 | Nee    | Nee    | Ja     | Nee    | Nee    | Ja     | Nee    | Nee    | Nee    | Nee     |
| Peter Thyssen           | Rudy Desmet           | Diamantslijper                                   | Nee    | Nee    | Nee    | Nee    | Ja     | Ja     | Nee    | Nee    | Nee    | Nee     |
| Ini Massez              |                       | Vrouw van premier De Coutere                     | Nee    | Nee    | Nee    | Nee    | Nee    | Ja     | Nee    | Ja     | Nee    | Ja      |

## Afleveringen
| Nr. | Aflevering | Titel | Regisseur          | Schrijver(s)    | Kijkcijfers live (uitgesteld) | Uitzenddatum     |  |
| --- | ---------- | ----- | ------------------ | --------------- | ----------------------------- | ---------------- |  |
| 1 | 1          |       | Frank Van Mechelen | Ward Hulselmans | 1.142.322 (1.431.746)         | 7 januari 2018   |  |
| Vijf jaar geleden werd Marc Jopart, de man van Patricia Wolfs, gebruikt door Generaal Bombé om bloeddiamanten uit Kitangi te smokkelen. Net voor zijn laatste trip wordt hij door twee opposanten van Bombé gedwongen om een USB-stick met bewijsmateriaal van oorlogsmisdaden begaan door Generaal Bombé naar Brussel te smokkelen. In het heden wordt Léon Tchité, een politieke tegenstander van Bombé, vermoord in de Brusselse wijk Matonge. Hoofdinspecteur Gerardi vermoedt dat Salamander bij de moord betrokken is, en gaat op onderzoek uit. |            |       |                    |                 |                               |                  |  |
| 2 | 2          |       | Frank Van Mechelen | Ward Hulselmans | 1.034.190 (1.357.638)         | 14 januari 2018  |  |
| De moord op Tchité zorgt voor onrust op het hoogste politieke niveau in Brussel. Premier De Coutere wil Gerardi van het onderzoek laten halen. Gerardi vraagt raad aan zijn vriend en advocaat René Kroneborg in verband met Jopart. Kroneborg verzekert hem dat Salamander niet meer bestaat, maar later vindt Gerardi een zender onder zijn wagen. Hij vertelt alles aan zijn collega Danny. Ze gaan samen op zoek naar Jacky Lanciers, een luxehoertje dat Tchité vaak als klant had. Bankier Antony Minnebach en Martine Callier proberen de bewijsmaterialen tegen Bombé in handen te krijgen. |            |       |                    |                 |                               |                  |  |
| 3 | 3          |       | Frank Van Mechelen | Ward Hulselmans | 1.036.687 (1.343.836)         | 21 januari 2018  |  |
| Tijdens een achtervolging op de inbrekers van het appartement van Jacky veroorzaakt Gerardi een ongeval, waarbij Danny zwaargewond geraakt. Hierop wordt hij op non-actief gezet. Hij maakt een afspraak met Jacky. Via haar komt hij in het bezit van bezwarend materiaal tegen Bombé. Door de buurman van Jacky komt hij te weten dat ze gezocht wordt door de inbrekers, die op zoek zijn naar de foto van Bombé. Hij achtervolgt hen naar de villa van Minnebach. Die probeert in opdracht van buitenlandse banken Bombé aan de macht te krijgen, om zo te profiteren van de diamantmijnen. Ondertussen wordt Sofie gevolgd door mensen van Martine, om zo Gerardi onder druk te kunnen zetten om zijn jacht stop te zetten. |            |       |                    |                 |                               |                  |  |
| 4 | 4          |       | Frank Van Mechelen | Ward Hulselmans | 1.083.666 (1.356.678)         | 28 januari 2018  |  |
| Jamie Cappelle, een lid van Salamander, komt vrij uit de gevangenis. Hij wordt ingeschakeld door Martine om Nicola te verleiden en zo hun huis binnen te geraken, waar zich vermoedelijk bezwarend materiaal tegen Bombé bevindt. Gerardi laat Jokke informatie verzamelen over Jopart en Minnebach. Jokke waarschuwt Monda, die het onderzoek overneemt. Op de begrafenis van Tchité gaat de P9 achter Gerardi aan om de foto in handen te krijgen. Via aan list weet Gerardi de foto te laten kopiëren voor hij meegenomen wordt voor verhoor. Het nakende presidentschap van Bombé wordt goedgekeurd door premier De Coutere. |            |       |                    |                 |                               |                  |  |
| 5 | 5          |       | Frank Van Mechelen | Ward Hulselmans | 1.025.575 (1.328.175)         | 4 februari 2018  |  |
| Jamie vindt in de kamer van Nicola een sleutel van een bankkluis en waarschuwt Martine. Via René laat Gerardi de diamant onderzoeken bij een joodse diamantair in Antwerpen. De slijper beweert dat de diamant uit Zuid-Afrika komt, maar geeft Gerardi een briefje met zijn telefoonnummer. De diamant blijkt inderdaad uit Kitangi te komen. Jacky bevindt zich in Cannes en wil haar overige diamanten verkopen om een nieuw leven te beginnen. De kopers proberen haar op te lichten met een veel te kleine som, en weten via een list de diamanten te stelen waardoor Jacky met niks achterblijft. |            |       |                    |                 |                               |                  |  |
| 6 | 6          |       | Frank Van Mechelen | Ward Hulselmans | 1.006.635 (1.267.938)         | 11 februari 2018 |  |
| De diamant die Gerardi liet onderzoeken blijkt van geslepen glas te zijn. Danny overlijdt in het ziekenhuis. Jacky keert terug naar België naar het huis van premier De Coutere, die haar halfbroer blijkt te zijn. Jamie weet Nicola te overhalen om haar geheime kluis van in te kijken waar alle geheimen van haar vader zich in bevinden. Hij steelt een USB-stick, waarop vermoedelijk videomateriaal staat waarmee Bombé in diskrediet kan worden gebracht. Jacky wil een deal maken met Minnebach. Die stuurt Becca op haar af. Gerardi kan Becca nog net op tijd overmeesteren, waarna ze uit het raam een dodelijke val maakt. Jacky wordt ondervraagd door Gerardi en Monda, maar net als ze iets wil vertellen komt haar advocaat binnen, niemand minder dan René Kroneborg. |            |       |                    |                 |                               |                  |  |
| 7 | 7          |       | Frank Van Mechelen | Ward Hulselmans | 960.329 (1.211.960)           | 18 februari 2018 |  |
| Jamie ontdekt de inhoud van de USB-stick. Hij maakt het uit met Nicola. Die denkt dat hij iets heeft met Sofie, waarop ze haar uit het kot zet. Minnebach stuurt een huurmoordenaar naar Jamie, maar die kan ontkomen. Hij snijdt zijn tatoeage van Salamander weg en vertrekt samen met Sofie, die inderdaad gevoelens heeft voor Jamie. Paul probeert Jackie te bereiken, maar ze heeft zogenaamd zelfmoord gepleegd, iets waarin Paul niet gelooft. René speelde een dubbelrol, samen met zijn vrouw Sabine. Gerardi komt op het spoor van Jonatan Bury, een voormalig minister die na een schandaal is moeten opstappen. René heeft wroeging en wil nog meer bezwarende documenten overmaken, maar Sabine grijpt in na een vergadering met Martine en Minnebach. Jacky wordt dood teruggevonden, alles wijst op zelfmoord, wat Gerardi niet gelooft. |            |       |                    |                 |                               |                  |  |
| 8 | 8          |       | Frank Van Mechelen | Ward Hulselmans | 1.014.727 (1.269.026)         | 25 februari 2018 |  |
| Sofie en Jamie beleven heerlijke liefdesnachten aan de Noord-Franse kust. Intussen ontdekt Paul dat Jamie in opdracht werkt van Salamander. Hij denkt ten onrechte dat zijn dochter is ontvoerd. |            |       |                    |                 |                               |                  |  |
| 9 | 9          |       | Frank Van Mechelen | Ward Hulselmans | 968.351 (1.259.190)           | 4 maart 2018     |  |
| Jamie beslist om in het reine te komen en alles te vertellen. Zijn liefde voor Sofie is oprecht. Hij wil de film aan Paul Gerardi overhandigen. De dienst P9 heeft hun gesprek afgeluisterd en hun plaats van afspraak aan de Salamandercompanen doorgegeven. Op het moment Jamie naar Gerardi toegaat, worden hij en Gerardi door een scherpschutter van Salamander neergeschoten en de USB-stick met film ontvreemd. Adams komt te laat. |            |       |                    |                 |                               |                  |  |
| 10 | 10         |       | Frank Van Mechelen | Ward Hulselmans | 970.505 (1.235.397)           | 11 maart 2018    |  |
| Adams brengt Gerardi samen met Sofie naar de kliniek. Martine en haar kompanen reizen af naar Kitangi om de deal rond de diamantmijnen af te ronden met generaal Bombé. Ondertussen hebben Adams en Gerardi een kopie van de USB-stick op de laptop van Sofie gevonden en lichten de premier in. Hij scheept hen echter door te wijzen op de funeste gevolgen van het uitbrengen van het nieuws: een financiële opdoffer voor een volksbank, die 800.000 klanten heeft en rekent op geld van de mijnen in Kitangi. De schorsing van Gerardi wordt door zijn superieur Monda opgeheven. De avond voor de premier een verklaring van steun aan Bombé zou afleggen in een persconferentie, bezoekt Gerardi hem thuis met de foto's van wie door Salamander overleden of vermoord is. Een teleurgestelde Gerardi dient daarna zijn ontslag in. 's Anderendaags geeft een tot inkeer gekomen premier een verklaring voor de media waarin hij alle betrokkenen van zowel wanbeheer van de volksbank en de doofpot van criminele feiten laat onderzoeken, alsook alle steun aan generaal Bombé opzegt en zijn praktijken (inclusief het gewraakte filmpje met de moord) aan de kaak stelt en ten slotte zelf zijn ontslag als premier aanbiedt. Tot sloten rijden Paul en Sofie samen weg, na afscheid te hebben genomen van Patricia en Nicola. |            |       |                    |                 |                               |                  |  |

## Trivia
- Het fictieve land Kitangi wordt vermeld als een voormalige kolonie van België. Dit is een duidelijke verwijzing naar Belgisch-Congo en het huidige Congo-Kinshasa.
- De naam Kitangi is dan weer afgeleid van Katanga, tussen 1885 en 1908 een provincie van de Onafhankelijke Congostaat en van 1908 tot 1960 een provincie van de voormalige Belgische kolonie Belgisch-Congo. Nu is het een deel van Congo-Kinshasa. Katanga stond bekend om zijn zeer rijke mijnen, waaruit koper, kobalt, ijzer, radium, uranium en diamant gewonnen werd. Bloeddiamanten zijn de aanleiding van het verhaal in Salamander 2.
- Dit onderwerp werd al eens aangesneden in de mini-serie Diamant, gebaseerd op de gelijknamige roman van Jef Geeraerts uit 1982, eveneens met Herbert Flack.